# Клайберн, Кристофер
Кристофер Клайберн (англ. Kristopher Joshon Clyburn; род. 20 апреля 1996, Детройт, штат Мичиган, США) — американский профессиональный баскетболист, играющий на позиции атакующего защитника. Брат Уилла Клайберна.

## Карьера
Клайберн начал заниматься баскетболом в старшей школе Ромьюлуса (штат Мичиган), а через год перебрался в школу Фитчбурга.
На студенческом уровне, Клайберн выступал за УНЛВ, где провёл 3 сезона за местную команду. Статистика Кристофера в последнем студенческом сезоне составила 14,1 очка, 4,6 подбора и 1,3 передачи.
Не став выбранным на драфте НБА 2019 года, Клайберн пробовал свои силы в Летней лиге НБА в составе «Милуоки Бакс». Кристофер принял участие в 2 матчах, но набранными очками не отметился.
Профессиональную карьеру Клайберн начал в «Астории». В 21 игре польской лиги Кристофер отметился статистикой в 15,3 очка и 4,6 подбора и 1,5 передачи.
В июне 2020 года Клайберн перешёл в «Цмоки-Минск». В Единой лиге ВТБ Кристофер провёл 23 матча, набирая в среднем 16,1 очка и 4,3 подбора. В 8 матчах Лиги чемпионов ФИБА набрал 11,3 очка и 2,9 подбора. В 11 матчах чемпионате Беларуси его статистика составила 13,9 очка и 4,5 подбора.
В составе «Цмоки-Минск» Клайберн стал 2-кратным чемпионом Беларуси. По итогам сезона 2020/2021 Кристофер был включён в символическую пятёрку турнира.
В июле 2021 года Клайберн стал игроком «Маккаби» (Ришон-ле-Цион), но в ноябре покинул команду.
В январе 2022 года Клайберн подписал контракт с «Бююкчекмедже».
3 сентября 2022 года Клайберн подписал контракт с «Миттельдойчер» из немецкой баскетбольной Бундеслиги.

## Достижения
- Чемпион Беларуси (2): 2019/2020, 2020/2021
- Обладатель Кубка Беларуси: 2020